# Myrmarachne vehemens
Myrmarachne vehemens là một loài nhện trong họ Salticidae.
Loài này thuộc chi Myrmarachne. Myrmarachne vehemens được Irving Fox miêu tả năm 1937.